# Жінка сіамський близнюк
 «Жінка з приріс ембріоном» (англ. Conjoined Fetus Lady) - епізод 205 (# 18) серіалу « South Park». Його прем'єра відбулася 3 червня 1998 року.

## Сюжет
У школі хлопчики грають в доджбол. Кайл дражнить Піпа, і той розбиває Кайлу ніс до крові кидком м'яча. Кайл змушений йти до шкільної медсестри Голлум, про зовнішність якої ходять жахливі чутки. Він приходить в жах, коли виявляє, що з голови медсестри звисає мертвий ембріон. Виявляється, медсестра Голлум хвора (вигаданим) захворюванням, названим «міслексія зрощених близнюків». Почувши про це, хлопці починають обговорювати її й знущатися. Шейла Брофловські, чуючи це, пояснює хлопцям, що іноді під час розвитку близнюків в утробі один з них гине. Також, вона заявляє, що іноді мертвий близнюк може перебувати навіть всередині живого близнюка, ніяк себе не виявляючи. Це призводить дітей в жах. Стен вражений настільки, що, прибігши додому, намагається розколоти свою голову ножем для колки льоду, кричачи: «Я маю його позбутися!». Шерон Марш в гніві заявляє Шейлі по телефону: «Наступного разу, коли захочете до смерті налякати мого сина, краще сядьте на трасі аби вас переїхав бульдозер!!». Шейла ж тим часом хоче виправити людську необізнаність про міслексії зрощених близнюків; для цього вона запрошує медсестру на вечерю, а потім оголошує в Саус-Парку «Тиждень міслексії зрощених близнюків» заради єдиної в усьому місті хворої, якій це, однак, зовсім не приносить радості.
Тим часом шкільна доджбольна команда успішно виступає на змаганнях, несподівано виграючи чемпіонат штату в Денвері. Перемогу здобуто завдяки Піпу, який знову розлютився, коли його назвали французом; ця злість вилилася в кілька найсильніших ударів, які й привели команду до успіху. Потім слідом технічна перемога на чемпіонаті країни в Вашингтоні. Вашингтонська команда відмовляється грати, оскільки переможцю належить грати з китайськими дітьми, які тренуються цілий рік, займаються тільки доджболом і приймають допінг. Діти на своєму шкільному автобусі приїжджають на фінал чемпіонату світу в Китай. Під час фінального матчу виявляється, що команда Китаю дійсно дуже сильна, і в результаті всі, крім Піпа, вибувають з матчу, отримавши різні травми.
Сидячи на лавці, вся команда, на чолі з Шефом, розуміє, що доджбол не так важливий для них, щоб настільки захоплюватися ним, і що, мабуть, краще програти, щоб не довелося в наступному році відстоювати чемпіонський титул. Тим часом Піп, розлючений після того, як за підказкою дітей китайці називають його французом, проводить один надпотужний удар, в результаті якого повалена вся китайська команда. Америка перемогла, але діти виявляють Піпу своє невдоволення, оскільки доджбол набрид їм саме в цей момент.
В цей час в Саут-Парку жителі надягають на голови штучних близнюків, влаштовують парад почесних зрощених близнюків, в якому бере участь тільки медсестра Голлум, і знімають все це на відео. Під час своєї промови медсестра Голлум сердито заявляє, що ніколи не хотіла підвищеної уваги або особливого ставлення, і що, звертаючи на неї увагу, люди змушують її почувати себе не такою, як усі. Вона каже, що хотіла б, щоб до неї ставилися як до всіх жителів міста, жартували й підколювали іноді. Потім вона йде. Дорослі вражені невдячністю сестри Голлум, а дітям вона несподівано починає здаватися «прикольною». В кінці Картман говорить: «Я люблю вас, чуваки»; коли Стен і Кайл повертаються до нього в подиві, він сердито бурчить «Та пішли ви, чуваки»

## Смерть Кенні
Кенні розмазаний по цегляній стіні кидком м'яча китайського спортсмена у фінальній грі чемпіонату світу в Китаї. Стен в жаху кричить: «О, боже! Вони вбили Кенні! »А Кайл, потерпілий до цього від аналогічного кидка, з працею додає:« Покидьки... ».

## Персонажі
У цьому епізоді вперше (не рахуючи невипущеної версії епізоду 101, де у неї не було прирослого ембріона) з'являється медсестра Голлум.

## Факти

### Міслексія зрощених близнюків
- Захворювання з такою назвою не існує. Відомий симптом паразитування близнюків, при якому з двох зародків один виростає в життєздатну людини. Зародок що залишився або розсмоктується в тілі живучого, або розвивається зовні.

В останньому випадку він видаляється хірургічним втручанням. На офіційному сайті творці серіалу відповіли, що вигадали цю недугу, позаяк не вважали за можливе сміятися над реальною хворобою.